# Arne Månsson
Arne Månsson (11 novembre 1925 – 11 gennaio 2003) è stato un calciatore svedese, di ruolo difensore.

## Palmarès

### Club

#### Competizioni nazionali
- Campionato svedese: 2

Malmö FF: 1948-1949, 1949-1950
- Coppa di Svezia: 3

Malmö FF: 1944, 1946, 1947